# Közönséges görény
A közönséges görény (Mustela putorius), vagy európai (erdei) görény, az emlősök (Mammalia) osztályának a ragadozók (Carnivora) rendjébe, ezen belül a menyétfélék (Mustelidae) családjába és a menyétformák (Mustelinae) alcsaládjába tartozó faj.
Ügyes ragadozó; odújában télire élelmiszerkészletet gyűjt, ami ott "mélyhűtődik", és hónapokig friss marad. A görények alfélmelletti mirigyeikből bűzös és kiállhatatlan szagú folyadékot választanak ki.

## Előfordulása
A görények előfordulnak Európa legtöbb országában. Szürkületi állatok, rendszerint erdőkben, szántókon, lápokon találhatók. Folyópartok oldalába vagy fák gyökere alá ásott odúkban él. Főleg ragadozó, leginkább békákat és pockokat zsákmányol, de elkapja a patkányokat és egyéb kisebb zsákmányállatokat is. Vadászterülete körülbelül egy négyzetkilométert tesz ki.

## Alfajai
- Mustela putorius putorius
- Mustela putorius anglia
- Mustela putorius aureola
- Mustela putorius caledoniae
- Mustela putorius mosquensis
- Mustela putorius rothschildi

Háziasított alak:
- Vadászgörény (Mustela putorius furo)

## Megjelenése
Bundája sötétbarna, pofája fehér, banditamaszkkal a szeme körül. Aljszőrzete halvány sárga. Farka hosszú, lábai rövidek. A nőstény testhossza farok nélkül kb. 32–42 cm, míg a hím valamivel nagyobb, 36–47 cm között van. A tenyésztett, hobbiállatként kapható példányok általában erősebbek.
|  |  |

## Szaporodása
Az ivarérettséget a születést követő márciusban éri el, olykor már 8 hónapos korban. A párzási időszak február és április között van. A vemhesség 40-43 napig tart. A nőstény néha kétszer is ellik évente. Egy alomban 5-10 utód születik.
A vadászgörények körülbelül 10 hónapos korukban válnak ivaréretté. Az ivarzás tavasszal kezdődik és akár két hónapig is eltarthat.
Ha a nőstényt nem pároztatják be, hormonzavarossá válhat, mely erősen lerontja az immunrendszerét, és nem ritkán az állat halálához is vezethet. Ha valaki nem akar kölyköket, célszerű ivartalanítani a nőstényt. Az ivarzás egyértelmű jele a nőstény pérájának (nemi szervének) duzzadtsága és élénk színe. A fedezési folyamat az emberi szem számára elég durvának tűnhet, de az állatok nem tesznek kárt egymásban. A párzás alatt a hím a nőstényt tarkójánál harapja, fogja, de a folyamat végén előforduló néhány harapás nem tragikus. A párzás akár több óráig is eltarthat. A vemhesség 42 napig tart, és kb. 1 hét elteltével a nőstény pérája visszaáll eredeti állapotára. Ez akkor is bekövetkezik, ha csak álvemhességről van szó. Elég gyakran álvemhesek a görények, és csak a 42. nap elteltével, a kölykök megszületésével lehetünk teljesen biztosak abban, hogy a fedezés sikeres volt. Állatorvos vagy gyakorlott tenyésztő a 21. napon már ki tudja tapintani az embriókat. A vemhes nősténynek több és jobb minőségű takarmányra van szüksége, és napi többszöri etetésre, hogy szervezetét ne viselje meg a vemhesség és a kölykök is megfelelően fejlődjenek. Ilyenkor tápláléka vitaminokkal, ásványi anyagokkal és kalciummal egészíthető ki. Ha az ellés nem indul meg a 42. nap elteltével sem, forduljunk állatorvoshoz! A vemhesség alatt a nőstényt nem kell elkülöníteni, továbbra is együtt maradhat társaival, játszhat, ugrándozhat. Csak az utolsó héten célszerű külön tenni őt, hogy felkészülhessen a kölykök érkezésére. A vadászgörények nagyon jó anyák, mindent elvégeznek az elléskor (kölykök tisztogatása, köldökzsinór elharapása). Az ellés 1-4 óráig tarthat, ez a kölykök számától függ. Ha az ellés után a kölykök sírása nem szűnik, valószínűleg az anyának nem indult meg a teje, forduljunk állatorvoshoz. Az újszülött görény körülbelül 6-10 grammosak, vakok, süketek, és majdnem teljesen csupaszok. A kölykök elképesztő iramban fejlődnek, ezért fontos, hogy az anya elegendő kalciumot kapjon, hogy kölykeit megfelelően táplálhassa. Háromhetes koruk után már naponta háromszor kaphatnak normális táplálékot, így fejlődésük kiegyensúlyozott lesz. A kölykök a harmadik hét végére már 90 grammot nyomnak. Születésük utáni 28-35. napon nyílik ki szemük és fülük. A görények, mivel nagyon jó anyák, idegen kölyköket is elfogadnak, ami hasznos lehet, ha az egyik anyának túl sok kölyke születik.

## Életmódja
A görény a többi menyétféléhez hasonlóan gyűjt élelmet. Kotoréka rendszerint egy „lakókamrából" és egy „éléskamrából” áll. Nyáron főként békákat fogyaszt. A görény kis termete ellenére erős, és mindig zsákmányra éhes. Olyan nagy állatokat is el tud ejteni, mint az üregi nyúl és a mezei nyúl. Sven Nilsson svéd zoológus már a 19. században megfigyelte, hogy a görények gyakran az elkapott békákat élő vágóállatként az odújukban vagy egy kis szigeten tartották a mocsárban, lábukat eltörték, így azok nem tudtak elmenekülni. Bátorságára jellemző, hogy még a keresztes viperára is ráveti magát, és egy tarkóharapással végez vele. Hajlékonyságával és gyorsaságával kifárasztja a kígyót, bár vigyáznia kell, mert a kígyóméreg a görényre is hat.

## Rokon fajok
Egyéb görényfajok a mezei görény (M. eversmanni) és az európai nyérc (M. lutreola). A legtöbb zoológus szerint a vadászgörény (M. putorius furo) a közönséges görénytől származik, a tenyésztők vérfrissítésként keresztezik. A zorilla vagy csíkos görény (Ictonyx striatus) Afrika szubszaharai területein él.
Közeli rokona a hermelinnek, vidrának és a nyércnek.

## Vadászat
A közönséges vagy házi görény Magyarországon vadászható fajnak minősül (vad). Vadászidénye július 1. – február utolsó napja.